# San Pietro in Montorio
San Pietro in Montorio je římský kostel v rione Trastevere, postavený na místě antické stavby v 9. století, zasvěcený sv. Petrovi.

## Historie
Současná budova vznikla na zakázku Ferdinanda II. a Isabely Kastilské na místě, kde byl podle pověsti Petr ukřižován.
Titulárním kostelem se stal roku 1587 z rozhodnutí papeže Sixta V.

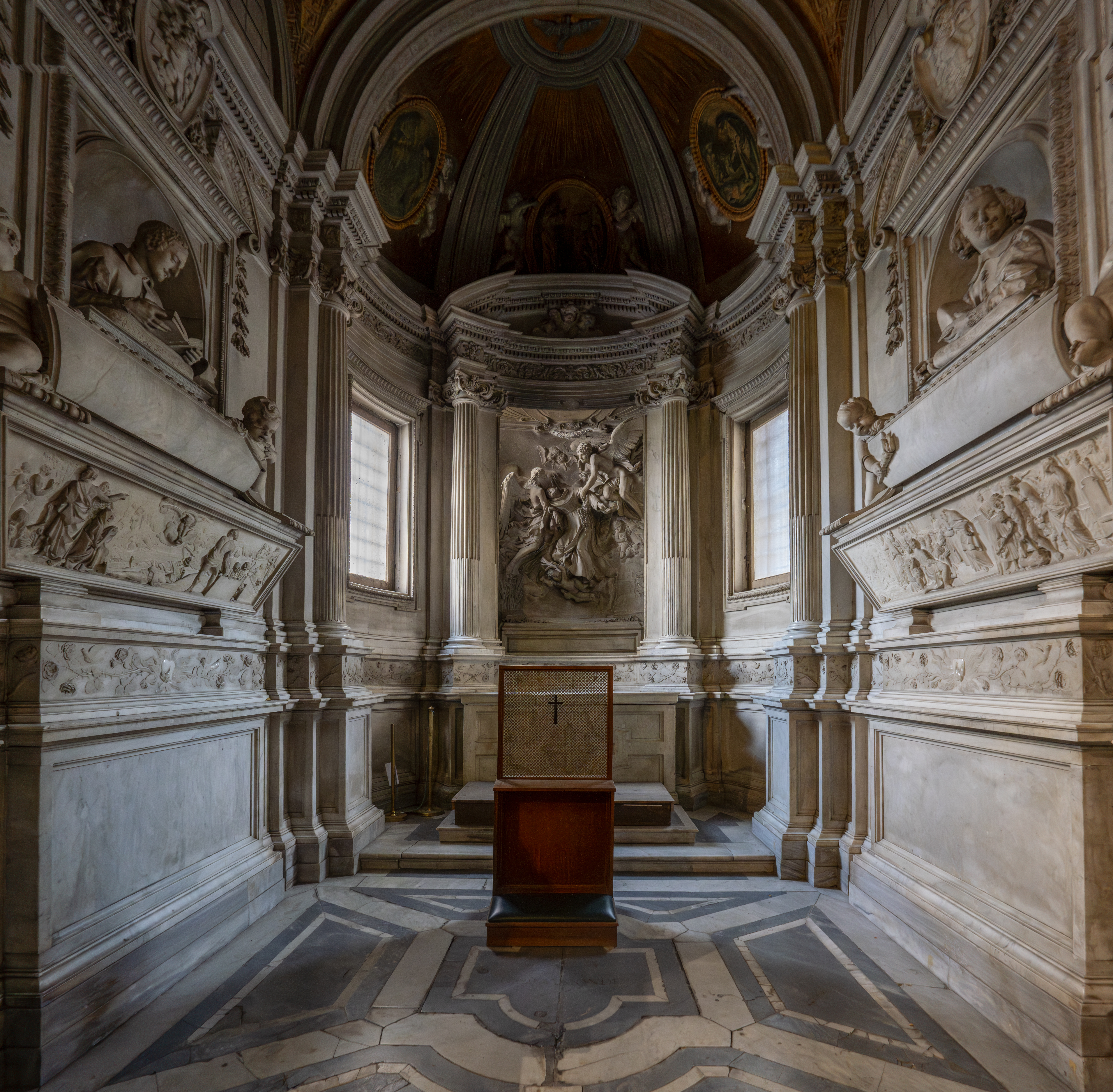
Francesco Baratta: Sv. František v kapli Raimondi

## Interiér
Kostel je vyzdoben díly známých umělců 16. a 17. století. V první kapli jsou biblické výjevy Bičování a Proměna od Piomba. V druhé kapli jsou fresky od Pomarancia, následovníka Pinturicchiova a alegorie od Baldassarre Peruzziho. Čtvrtou a pátou kapli vymaloval Giorgio Vasari.
Oltář je připisován Mazzominu, náhrobky kardinála del Monte a Roberta Noiliho vytvořil Bartolomeo Ammannati.
Obraz Proměnění Páně od Rafaela, který zdobil hlavní oltář, byl roku 1797 přemístěn do Vatikánské pinakotéky a nahrazen Ukřižováním sv. Petra od Camucciniho.
Druhá kaple nalevo, kaple Raimondi (1640), byla navržena Berninim.

## Tempietto
Na nádvoří kostela stojí chrámek Tempietto od Bramanteho z 16. století, považovaný za významný příklad renesanční architektury.

## Kardinálové
- Costanzo Torri (1587–1595)
- Guido Pepuli (1596–1599)

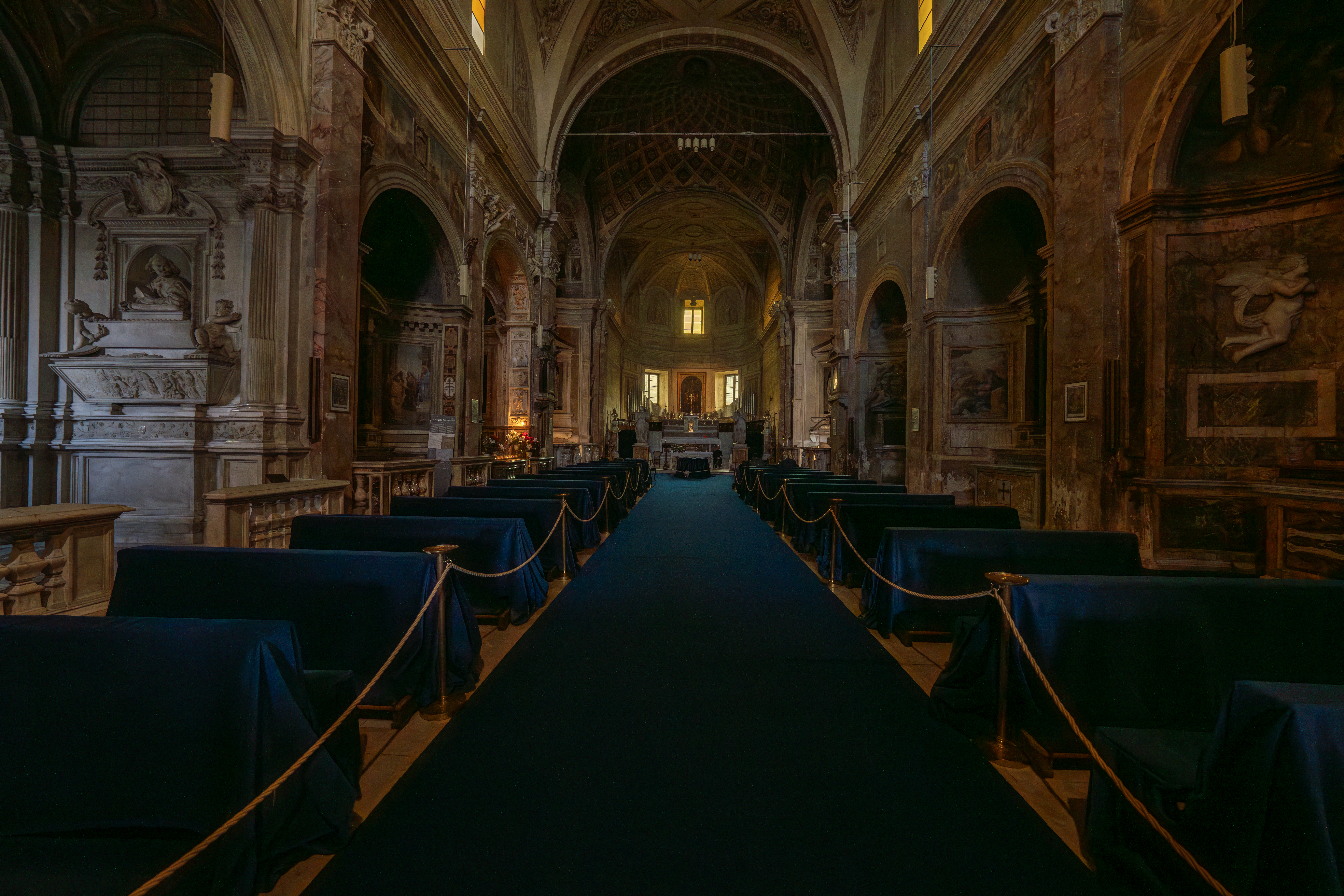
Interiér kostela

- Domenico Toschi (1599–1604) a (1610–1620
- Anselmo Marzato (1604–1607)
- Maffeo Barberini (1607–1610)
- Cesare Ghepardi (1621–1623)
- Giovanni Doria (1623–1642)
- Gil Carrillo de Albornoz (1643–1649)
- Camillo Astalli-Pamphili (1650–1663)
- Celio Piccolomini (1664–1681)
- Marco Galli (1681–1683)
- Leandro di Colloredo (1686–1689)
- Johannes von Goes (1689–1696)
- Domenico Maria Corsi (1696–1697)
- Baldassare Cenci (1697–1709)
- Antonio Francesco Sanvitale (1709–1714)
- Bernardino Scotti (1716–1726)
- Marco Antonio Ansidei (1728–1729)
- Francesco Borghese (1729–1732)
- Vincenzo Bichi (1732–1737)
- Josef Dominik z Lambergu (1740–1761)
- neobsazen (1761–1782)
- Leopold Arnošt z Firmianu (1782–1783)
- neobsazen (1783–1819)
- Rudolf Jan Habsbursko-Lotrinský (1819–1831)
- neobsazen (1831–1839)
- Antonio Tosti (1839–1866)
- Paul Cullen (1866–1878)
- Francisco de Paula Benavides y Navarrete (1879–1895)
- Ciriaco María Sancha y Hervás (1895–1909)
- Enrique Almaraz y Santos (1911–1922)
- Enrique Reig y Casanova (1922–1927)
- Felix-Raymond-Marie Rouleau (1927–1931)
- Isidro Gomá y Tomás (1935–1940)
- Enrique Pla y Deniel (1946–1968)
- Arturo Tabera Araoz (1969–1975)
- Aloísio Leo Arlindo Lorscheider (1976–2007)
- James Francis Stafford (2008)